# Isothecium subglaciale
Isothecium subglaciale là một loài rêu trong họ Brachytheciaceae. Loài này được Stirt. mô tả khoa học đầu tiên năm 1900.
Danh pháp loài này chưa ổn định 